# Constantino II de Grecia
Constantino II de Grecia (en griego: Κωνσταντίνος B', Βασιλεύς των Ελλήνων, Konstantínos II, Vasileus ton Ellinon; Psijicó, Atenas, Grecia, 2 de junio de 1940-Atenas, 10 de enero de 2023) fue el último rey de los helenos desde su ascenso al trono, en 1964, hasta un golpe militar en 1973 que abolió la monarquía griega. Era hijo del rey Pablo I de Grecia y Federica de Hannover. Pertenecía a la Casa de Schleswig-Holstein-Sonderburg-Glücksburg, también llamada Casa de Glücksburg, una rama de la dinastía danesa de Oldemburgo. Contrajo matrimonio con la princesa Ana María de Dinamarca.
Fue conocido hasta su fallecimiento como Constantino de Grecia, nombre oficial que figura en español en su pasaporte diplomático danés. Sin embargo, utilizaba el título de forma oficial en Dinamarca, o por cortesía en algunos países, de Su Majestad el rey Constantino II de Grecia, príncipe de Dinamarca. Los títulos reales de la familia real griega no son reconocidos en Grecia, donde no existen los títulos nobiliarios, pero son reconocidos oficialmente en Dinamarca, ya que todos sus miembros son príncipes de Dinamarca por ser descendientes del rey danés Cristián IX. Era hermano de la reina Sofía de España y de la princesa Irene de Grecia y Dinamarca. Familiarmente, sus padres y hermanas lo llamaban «Tino». 
Su breve reinado estuvo marcado por la inestabilidad política y por la Dictadura de los Coroneles. A comienzos de 1967, un golpe de Estado militar depuso al gobierno existente y estableció una junta militar gubernamental. El juramento de fidelidad que Constantino, como rey y jefe de Estado, tomó a la junta militar le granjeó un fuerte resentimiento popular. En diciembre de ese año el rey fracasó en su intento de derrocar a la junta con un contragolpe militar, y él y su familia marcharon al exilio. En junio de 1973, el gobierno militar griego depuso a Constantino II como rey, hecho confirmado por un referéndum nacional, tras la restauración del gobierno democrático civil en 1974, en el que la opción de la república obtuvo cerca de un 70 % de los votos. Esto significó el fin de la monarquía en Grecia, aunque Constantino jamás renunció a sus derechos dinásticos al trono heleno.
Realizó frecuentes viajes al país para gestiones inmobiliarias y familiares, y tuvo un litigio con el gobierno griego sobre la compensación a percibir después de que este se incautara de las propiedades de la antigua familia real. Tuvo una presencia destacada en todos los actos oficiales de la realeza europea, con la que estuvo estrechamente emparentado. 
Durante mucho tiempo residió en Londres a consecuencia de su exilio, pero eso fue hasta 2013, año en que decidió vivir permanentemente con su familia en una de sus residencias en Grecia.

## Primeros años
Nació en Psijicó, cerca de Atenas, segundo hijo de los entonces príncipes Pablo de Grecia, hermano del rey Jorge II, y Federica de Hanóver. Desde su nacimiento le fue adjudicado el tratamiento de Su Alteza Real y el de príncipe de Grecia y Dinamarca (su familia, los Glücksburg, eran originarios de Dinamarca y Constantino fue oficialmente príncipe de Dinamarca, título que conservó siempre). Cuando tenía un año de edad, las fuerzas del Eje invadieron Grecia y la familia tuvo que permanecer en el exilio en Egipto y Sudáfrica. De regreso a Grecia, fue educado en una escuela preparatoria, el Instituto Anavryta en Atenas, y posteriormente entró a estudiar en las academias militares. Cuando el rey Jorge II, su tío paterno, murió en 1947, su padre se convirtió en rey, y Constantino en Diádocos, heredero de la corona.
Recibió una buena educación deportiva. En 1960 ganó la medalla de oro con los otros dos miembros del equipo griego de vela, durante los Juegos Olímpicos de Roma 1960, siendo la primera vez que un equipo griego conseguía ese galardón en la etapa moderna de los Juegos. Fue buen nadador y cinturón negro de karate. Fue jefe del movimiento scout de su país y presidió el undécimo Jamboree Scout Mundial en 1963. En 1964 se casó con una princesa danesa, su prima Ana María de Dinamarca, hermana de la ex reina Margarita II.

## Rey de Grecia (1964-1967)
En 1964, poco antes de la boda de Constantino, falleció el rey Pablo I y Constantino accedió al trono con el nombre de Constantino II. El joven rey fue visto por una parte considerable de la opinión pública como inexperto y sujeto a la influencia de su madre, persona de carácter conservador y que creía en las prerrogativas de la monarquía. Pero en el contexto político de aquel año se esperaba del joven rey y del nuevo primer ministro que se superaran las disensiones del pasado.
Grecia se encontraba todavía muy afectada por los efectos de la guerra civil que había terminado hacía quince años, y la vida política estaba polarizada entre la facción derechista, monárquica, representada por el partido Unión Radical Nacional (ERE) del primer ministro Constantinos Karamanlís, y el partido centrista republicano Unión de Centro (EK), heredero del líder liberal Eleutherios Venizelos y liderado por Yorgos Papandréu. Ese año, tras ganar las elecciones generales de febrero de 1964, Papandreu se acababa de convertir en primer ministro poniendo fin a once años de liderazgo de Karamanlís.

### El "golpe real"
En un principio, las relaciones entre el rey y Papandréu fueron relativamente tensas. Aunque Papandreu era republicano, consintió en que el rey aprobara las designaciones de los puestos militares. Estalló entonces un escándalo en el ejército, en el que  un grupo de jóvenes oficiales de izquierda (llamado ASPIDA) pretendía supuestamente hacerse con el control de las fuerzas armadas, y en el que habría estado involucrado Andreas Papandréu, hijo del primer ministro. Para solucionar la crisis, Yorgos Papandréu consideró tomar él mismo el control del ministerio de Defensa. El rey rechazó esa posibilidad, y después de varios desencuentros entre el monarca y el primer ministro que se tornaron en abierta enemistad, obligó a Papandréu a dimitir el 15 de julio de 1965. Constantino se negó a convocar elecciones generales, contrariamente a lo estipulado por la Constitución de 1952, y nombró en el acto a su sucesor, el conservador Georgios Athanasiadis-Novas. Estos acontecimientos y la crisis política derivada se conocen como "el golpe real" (Το Βασιλικό Πραξικόπημα) o Apostasía o Iouliana ("Acontecimientos de julio", en griego), produciéndose grandes manifestaciones en las que se exigía un plebiscito.

### Inestabilidad parlamentaria y política
A la salida de Papandreu del gobierno, cinco primeros ministros fueron nombrados por Constantino en menos de dos años, sin que ninguno lograra formar un gobierno estable ni obtener un voto de confianza del parlamento.
Athanasiadis-Novas no recibió el voto de confianza del Parlamento, por lo que Constantino le sustituyó el 20 de agosto por Ilias Tsirimokos, que tampoco logró formar un gobierno estable. Constantino nombró entonces a un disidente del partido centrista EK de Papandreu, Stephanos Stephanopulos, para que formara gobierno. Sus miembros fueron apodados despectivamente "Los apóstatas de julio" y gobernaron hasta diciembre de 1966 en medio de una ola de huelgas y manifestaciones apoyadas por el partido conservador ERE. Después de la dimisión de Stephanopulos, Constantino nombró a un cuarto primer ministro, Ioannis Paraskevopulos, que constituyó un gobierno provisional hasta que se celebraran elecciones, convocadas para el 27 de mayo de 1967. Pero su gobierno duró poco y el último primer ministro designado por el rey, Panagiotis Kanellopulos, llegó al poder el 3 de abril de 1967.
Se esperaba una victoria electoral del partido de centro EK. Dada la avanzada edad de Georgios Papandreu, tanto el rey y los partidos conservadores como el Departamento de Estado de los Estados Unidos temían que su hijo Andreas Papandreu tomara el relevo en la dirección del partido centrista, implicando un posible giro parlamentario hacia la izquierda, y una mayor influencia del partido socialista EDA (el partido comunista KKE era ilegal y no podía concurrir en las elecciones). A principios de abril de 1967, el rey Constantino se entrevistó para tratar el tema con el entonces embajador de Estados Unidos en Grecia, Phillip Talbot, y le preguntó por la actitud que tendría su gobierno en caso de que buscara una solución extraparlamentaria. Constantino siempre ha negado dicha conversación, en contra de lo declarado por el propio Talbot y el consejero político de la embajada estadounidense en Atenas, John Day. Según estas mismas fuentes, Constantino se reunió a principios de abril con altos mandos del ejército que le aseguraron que las fuerzas armadas no iban a tomar ninguna iniciativa antes de las elecciones.
Desde noviembre de 1966, un informe de los servicios de inteligencia del Departamento de Estado de los Estados Unidos titulado Clouds on the Greek Horizon (Nubes en el horizonte griego) avisaba de la existencia de una trama militar por parte de oficiales de rango medio, destinada a impedir el probable resultado de las elecciones y a mantener a la fuerza la estabilidad política del país con un régimen autoritario.

## El golpe de Estado
Las elecciones estaban previstas para el 27 de mayo de 1967, pero un grupo de militares derechistas de ideología nacionalista dirigidos por Georgios Papadopoulos dieron un golpe de Estado el 21 de abril. Los oficiales tenían puestos secundarios en el ejército (la mayoría eran coroneles). En la mañana del 21 de abril, las tropas detuvieron a todos los líderes políticos, incluso el primer ministro, tomaron el control del gobierno, del Parlamento, del Ministerio de Defensa, de los principales medios de comunicación e impusieron la ley marcial. Rodearon con tanques la residencia real de Tatoi para evitar la resistencia del rey. Al día siguiente, Constantino visitó el Ministerio de Defensa, donde estaban reunidos los líderes golpistas y el primer ministro Kanellopoulos, que se encontraba bajo arresto. Después de una discusión, el monarca aceptó colaborar y tomar juramento al nuevo régimen dictatorial, a condición de que la junta militar aceptase colocar en el gobierno a cierto número de políticos civiles, entre ellos un monárquico, Konstantinos Kollias, como primer ministro, a lo que los militares accedieron. En los días siguientes, unas 10 000 personas fueron detenidas arbitrariamente sin juicio.
Constantino siempre mantuvo que su breve colaboración con el golpe de los coroneles fue una maniobra táctica que le permitiría ganar tiempo para organizar un contragolpe. Declaró más adelante que quiso manifestar públicamente su desagrado con el régimen al adoptar un gesto sombrío en la fotografía oficial de su juramento a la Junta. El depuesto primer ministro Kanellopoulos declaró en el juicio a los coroneles de 1975 que había suplicado a Constantino que no prestase juramento, dado que este acto equivalía a legitimar el régimen golpista. Constantino declaró más tarde que lo hizo a fin de evitar un baño de sangre.

## La dictadura militar
Las relaciones con la Junta no serían, sin embargo, buenas. Constantino, acostumbrado como su padre a tener un papel activo en la política, no parecía muy dispuesto a permanecer como una figura decorativa. Aunque los coroneles eran anticomunistas y dispuestos a colaborar con la OTAN y las potencias occidentales, la opinión pública internacional se mostraba temerosa de la situación en Grecia. En esa coyuntura, el rey Constantino visitó Washington D. C. en el otoño de 1967, donde se entrevistó con el presidente estadounidense Lyndon B. Johnson.
El 13 de diciembre de 1967, Constantino II decidió liderar un contragolpe contra el régimen dictatorial. Como Atenas estaba bajo el control de la junta militar, el rey viajó de madrugada a la ciudad de Kavala, al norte del país, acompañado de toda su familia y del primer ministro Kollias. En Kavala, Constantino pretendía reunirse con tropas leales a la monarquía, organizar una fuerza y avanzar hacia Salónica, tomar la ciudad y crear ahí un gobierno paralelo. En Kavala, Constantino fue bien recibido. Las fuerzas armadas destacadas en esa ciudad estaban bajo el mando de un general leal a la corona. La Fuerza aérea y la Armada, ambas dirigidas por generales realistas que no habían estado involucrados en el golpe de Estado, se mostraron decididas a apoyar a Constantino, mientras que otros oficiales cortaron la comunicación entre Atenas y el norte de Grecia.
En lugar de organizar una movilización rápida, Constantino prefirió reunir una fuerza lo suficientemente grande para avanzar hacia Salónica. Antes de que eso pasara, los generales leales a Constantino fueron arrestados por oficiales de segundo orden proclives al régimen militar, y estos pusieron en marcha una fuerza que marchó a Kavala para arrestar al rey. Habiendo fracasado su intento de contragolpe, el monarca decidió marcharse al exilio a bordo del avión real, con toda su familia y su primer ministro. El 14 de diciembre de 1967, la familia llegó a Roma. Constantino no regresó a Grecia durante todo el resto del gobierno militar, y de hecho nunca regresó como rey.
El coronel Georgios Papadopoulos asumió como primer ministro y Georgios Zoitakis fue designado regente.
Al año siguiente, el gobierno de la dictadura envió intermediarios al rey para negociar los términos de su regreso al país. Constantino, por su parte, insistió en la restauración de la democracia como requisito para su retorno. En noviembre de 1968, el régimen promulgó una nueva constitución que mantenía la monarquía en Grecia, pero le quitaba todos los poderes al monarca. El régimen dictatorial entonces fijó un gobierno monárquico regente que funcionaría hasta que el rey aceptara el nuevo orden.
En 1973 la dictadura militar, que nunca había sido apoyada por el pueblo griego, se había vuelto más impopular aún, y en mayo hubo un intento de golpe de manos de militares monárquicos de la Armada, sin el apoyo de Constantino. En venganza, Papadopoulos proclamó la república el 1 de junio. Él no aceptó la decisión y defendió su legitimidad, exigiendo medidas democratizadoras y un referéndum sobre el futuro del país. El cambio de régimen fue refrendado por un plebiscito el 29 de julio, en el que participaron inclusive las facciones opuestas a la dictadura, tras lo cual Papadopoulos se nombró presidente, pero en noviembre ocurrió un golpe dentro de la misma junta militar organizado por Dimitrios Ioannides, quien colocó al general Phaedon Gizikis como nuevo presidente.

## Fin de la dictadura y vuelta de la democracia
En julio de 1974, la dictadura militar perdió credibilidad después de promover un golpe de Estado en Chipre, y terminó por caer. Ese mismo año regresó del exilio Constantinos Karamanlis y se convirtió en el primer ministro de un gobierno provisional hasta la celebración de elecciones democráticas. La nueva administración encontró ilégitima la Constitución del régimen militar y restableció por decreto la de 1952, que establecía la forma de gobierno de Grecia como una monarquía constitucional, lo que dejaba pensar que Constantino era reconocido nuevamente como monarca. Se quedó en Londres, confiado en que se le invitara a regresar a Grecia.
Después de la victoria de Karamanlis en las elecciones parlamentarias de noviembre de 1974, en las que su partido Nueva Democracia obtuvo 54.4 % de los votos, al mes siguiente se puso en marcha el referéndum sobre si Grecia debía ser una monarquía o una república. Aunque Karamanlis era el líder tradicional del partido conservador monárquico, la derecha votó por la república, lo mismo que el centro. Reprochaban a Constantino II su intromisión en la vida política más allá de sus prerrogativas constitucionales, y las indebidas influencias políticas ejercidas por otros miembros de la familia real que no tenían un papel constitucional. Todo apuntaba a la madre del rey, la reina Federica. Constantino era también criticado por su apoyo a la junta militar en 1967 y su negativa a cortar relaciones con la Junta durante su exilio, su papel en la dimisión de Papandreu en 1965 y su rechazo entonces a convocar elecciones, lo que según muchos había conducido al golpe de Estado de abril de 1967. 
El voto a favor de la monarquía representó solo el 31 %. En 1985, el líder de Nueva Democracia, Constantinos Mitsotakis, declaró que el referéndum había sido poco limpio, porque Karamanlis no le permitió al rey realizar en persona una campaña política en Grecia. Se le había permitido solo dirigirse al pueblo griego por televisión desde Londres, mientras los grupos monárquicos se encargaban de su campaña en Grecia. El resultado del referéndum fue aclamado en todo el país por manifestaciones de alegría. Constantino reconoció sus errores pasados y afirmó sus intenciones democráticas de cara al futuro; también prometió que tendría a la reina madre alejada de la vida política del país.

## El exilio
Aunque Constantino II no fue formalmente exiliado después del referéndum, no regresaría a su país en mucho tiempo. Primero se estableció en Roma con su familia y allí nació su tercer hijo, Nicolás. Tras vivir un corto tiempo en Roma, regresó a Londres, donde nacerían sus últimos hijos, Teodora y Felipe. La primera vez que pisó suelo griego tras su partida fue en 1981, de manera fugaz, para asistir a los funerales de su madre la reina Federica, que se llevó a cabo en el cementerio familiar del palacio de Tatoi.
Posteriormente, ocurrieron disputas legales entre Constantino y el gobierno griego, porque aquel no había pagado los altos impuestos de sus propiedades en Grecia. En 1992, Constantino llegó a un acuerdo con el primer ministro Constantinos Mitsotakis, que consistía en que el monarca cedía una parte de sus bienes a fundaciones no lucrativas a cambio de obtener de nuevo la propiedad de Tatoi, así como el derecho de sacar de Grecia varias pertenencias, entre ellas tesoros de los palacios reales.
En 1993, cuando Constantino había reaparecido de manera constante en los medios de comunicación griegos, realizó su primer viaje de larga duración a Grecia. El exmonarca y su familia viajaron a través del país y recibieron muestras de simpatía entre algunos sectores de la población. El gobierno le pidió entonces que se marchara del país, y optó por nacionalizar en 1994 sus posesiones en el país. También le denegaron el pasaporte griego mientras no tuviera un apellido como lo exige la ley a todo ciudadano griego, lo que Constantino interpretó como una denegación de la nacionalidad griega. Constantino sostiene que al descender de la casa real danesa, nunca ha llevado el apellido de su dinastía, Glücksburg, de conformidad con la tradición de la familia real danesa. El gobierno griego lo admitió y le propuso escoger cualquier apellido de su elección, pero Constantino se negó alegando que no tenía. Entonces demandó al gobierno griego ante la Corte Europea de Derechos Humanos, reclamando el derecho a disponer de un pasaporte griego, y 550 millones de euros por la incautación ilegal de sus bienes. A esta reclamación se sumaron su hermana Irene y su tía Catalina. Constantino ganó parcialmente, obteniendo del gobierno la suma de 4 millones de euros y una suma más pequeña para su hermana Irene. Sin embargo, el gobierno no fue obligado a restituirle sus tierras. La Corte Europea reconoció asimismo la legitimidad de la ley griega que obliga a tener un apellido para disponer de un documento de identidad, por lo que desestimó la demanda interpuesta en ese sentido y recomendó a la antigua familia real que se hiciese con un apellido. Hasta 1994, su pasaporte griego lo identificaba como "Constantino, antiguo Rey de los Helenos". Desde 1999 su pasaporte danés lo identifica como "Constantino de Grecia"'.

## Últimos años

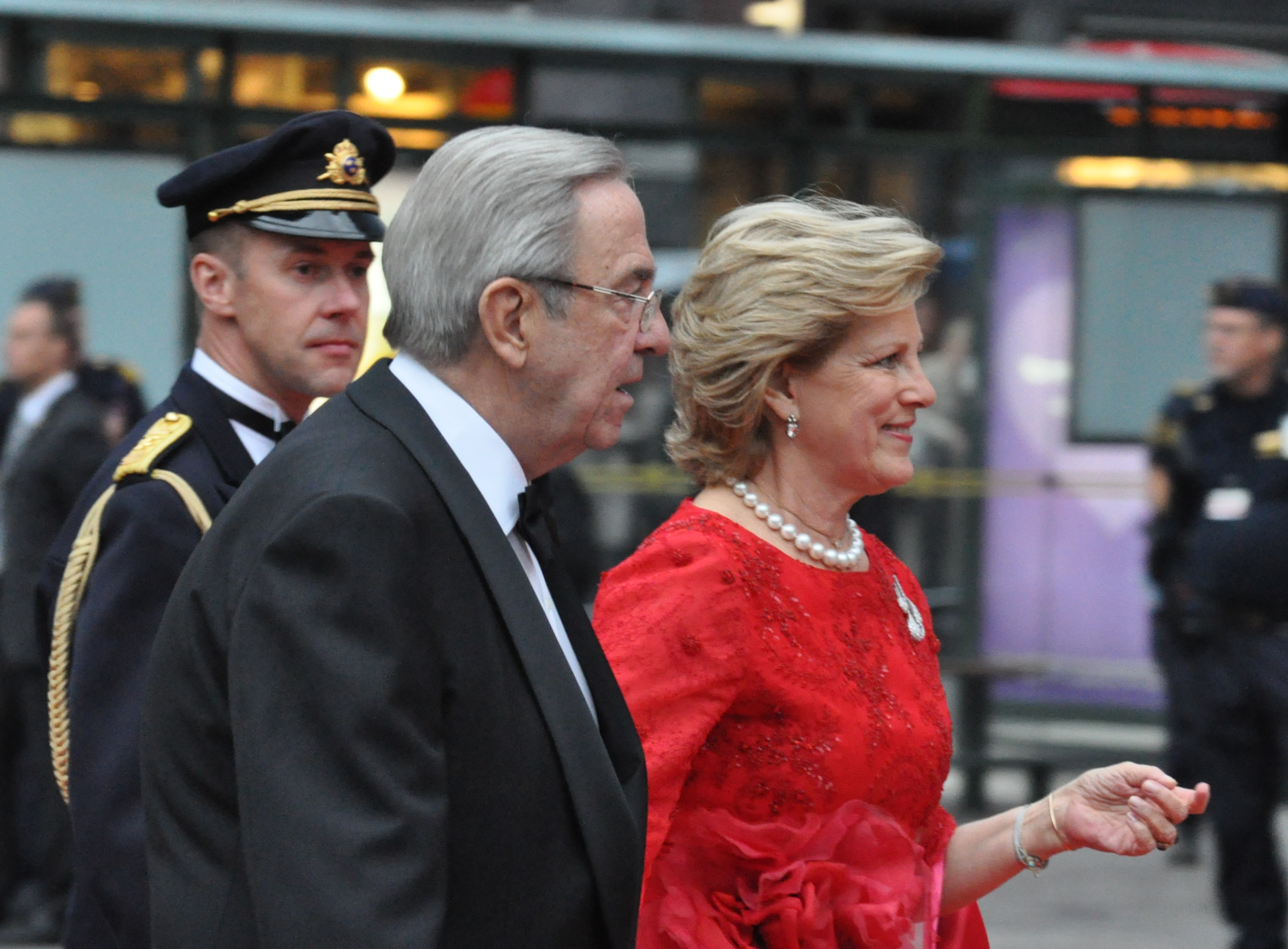
El rey Constantino II de Grecia en una boda en 2010, con su esposa Ana María de Dinamarca.

Constantino repitió en varias ocasiones que reconocía a la república como forma de gobierno en Grecia, y que su intención no era restaurar la monarquía, en respeto a la decisión del pueblo griego. Continuó identificándose como "Rey Constantino", aunque ya no utilizaba el título de "Rey de los Helenos".
En ocasiones, fue llamado por la prensa griega y en algunos círculos políticos como "Sr. Glücksburg" o "Constantino Glücksburg". Esa denominación fue utilizada por los opositores a la constitución monárquica, quienes destacaban de esa manera que la familia real no era de origen étnico griego. Constantino nunca ha aceptado Glücksburg como apellido, argumentando que es únicamente el nombre de una localidad. 
Constantino no aceptó que se tomara "De Grecia" como su apellido (posibilidad sugerida por el gobierno griego), argumentando que es su título real. La constitución griega de 1975 prohibió los títulos nobiliarios, y considera que Constantino es un ciudadano como cualquier otro, sin más prerrogativas que las protocolarias reservadas a los antiguos jefes de Estado. Fuera de Grecia, Constantino era príncipe de Dinamarca por derecho propio.
A principios de la década de 2000, Constantino recuperó ciertas propiedades en Grecia y comenzó a viajar nuevamente a ese país de manera cada vez más frecuente en compañía de su familia. Utilizaba un pasaporte danés con el nombre "Constantino De Grecia" en español. Compró tierras en la costa, al sur de Atenas, para establecer allí su residencia permanente.
El 24 de diciembre de 2004, Constantino y Ana María, junto con otros miembros de la familia real griega, visitaron al presidente Konstandinos Stephanopoulos en el palacio presidencial (antiguo palacio real).
Hasta 2013, junto con su familia residía en Londres, donde han logrado cultivar una amistad con la familia real británica. Constantino fue cercano a la reina Isabel II, amigo del rey Carlos III del Reino Unido y padrino del Príncipe Guillermo, príncipe de Gales. Su familia asiste a la mayor parte de los eventos sociales de la realeza europea, y él y su esposa eran llamados como Sus Majestades los Reyes Constantino y Ana María de Grecia.
Desde 2013 hasta 2022, Constantino y Ana María residieron en Porto Jeli, Grecia. Posteriormente comenzaron a residir en la capital, Atenas, debido a la cercanía de los hospitales helenos.

## Fallecimiento
Después de sufrir graves problemas de salud que lo aquejaban desde hace años, falleció el 10 de enero de 2023 en el hospital privado Hygeia en Atenas, a los ochenta y dos años, debido a un derrame cerebral ocurrido el 6 de enero por el cual estaba hospitalizado.

## Familia
Los reyes Constantino II y Ana María han tenido cinco hijos:
- Alexia de Grecia y Dinamarca, nacida el 10 de julio de 1965. Casada en 1999 con el español Carlos Javier Morales Quintana. Tiene cuatro hijos.
  - Arrietta Morales y Grecia, nacida en 2002.
  - Ana María Morales y Grecia, nacida en 2003.
  - Carlos Morales y Grecia, nacido en 2005.
  - Amelia Morales y Grecia, nacida en 2007.
- Pablo de Grecia y Dinamarca, príncipe Heredero de Grecia y duque de Esparta; n. el 20 de mayo de 1967, casado con Marie-Chantal Miller en 1995, con quien tiene cinco hijos:
  - Olimpia de Grecia y Dinamarca, nacida el 25 de julio de 1996.
  - Constantine Alexios de Grecia y Dinamarca, nacido el 29 de octubre de 1998.
  - Achileas Andreas de Grecia y Dinamarca, nacido el 12 de agosto de 2000.
  - Odysseas Kimon de Grecia y Dinamarca, nacido el 17 de septiembre de 2004.
  - Aristides Stavros de Grecia y Dinamarca, nacido el 29 de junio de 2008.
- Nicolás de Grecia y Dinamarca, nacido el 1 de octubre de 1969. Casado con Tatiana Blatnik en 2010.
- Teodora de Grecia y Dinamarca, nacida el 9 de junio de 1983. Casada con Matthew Kumar en 2024.
- Felipe de Grecia y Dinamarca, nacido el 26 de abril de 1986. Casado con Nina Flohr en 2020.

## Títulos y tratamientos
| ● 2 de junio de 1940-6 de marzo de 1964:   | Su alteza real el Príncipe Heredero de Grecia, Duque de Esparta, príncipe de Dinamarca |
| ● 6 de marzo de 1964-29 de junio de 1973:  | Su majestad el rey de los helenos                                                      |
| ● 29 de junio de 1973-10 de enero de 2023: | Su majestad el rey Constantino II de Grecia, príncipe de Dinamarca                     |

## Ancestros
| \| \| \| \| \| \| \| \| \| \| \| \| \| \| \| \| \| \| \| \| 16. Cristián IX, rey de Dinamarca \| \| \| \| \| \| \| \| \| \| \| \| \| \| \| \| \| \| \| \| \| \| \| \| \| \| \| \| \| \| \| \| \| \| \| \| \| \| \| \| \| \| \| \| \| \| \| \| \| \| \| \| \| \| 8. Jorge I, rey de los helenos \| \| \| \| \| \| \| \| \| \| \| \| \| \| \| \| \| \| \| \| \| \| \| \| \| \| \| \| \| \| \| \| \| \| \| \| \| \| \| \| \| \| \| \| \| \| \| \| \| \| \| \| \| \| 17. Princesa Luisa de Hesse-Kassel \| \| \| \| \| \| \| \| \| \| \| \| \| \| \| \| \| \| \| \| \| \| \| \| \| \| \| \| \| \| \| \| \| \| \| \| \| \| \| \| \| \| \| \| \| \| \| \| \| \| \| \| \| \| 4. Constantino I, rey de los helenos \| \| \| \| \| \| \| \| \| \| \| \| \| \| \| \| \| \| \| \| \| \| \| \| \| \| \| \| \| \| \| \| \| \| \| \| \| \| \| \| \| \| \| \| \| \| \| \| \| \| \| \| \| \| 18. Gran duque Constantino Nikoláyevich de Rusia \| \| \| \| \| \| \| \| \| \| \| \| \| \| \| \| \| \| \| \| \| \| \| \| \| \| \| \| \| \| \| \| \| \| \| \| \| \| \| \| \| \| \| \| \| \| \| \| \| \| \| \| \| \| 9. Gran duquesa Olga Constantínovna de Rusia \| \| \| \| \| \| \| \| \| \| \| \| \| \| \| \| \| \| \| \| \| \| \| \| \| \| \| \| \| \| \| \| \| \| \| \| \| \| \| \| \| \| \| \| \| \| \| \| \| \| \| \| \| \| 19. Princesa Alejandra de Sajonia-Altemburgo \| \| \| \| \| \| \| \| \| \| \| \| \| \| \| \| \| \| \| \| \| \| \| \| \| \| \| \| \| \| \| \| \| \| \| \| \| \| \| \| \| \| \| \| \| \| \| \| \| \| \| \| \| \| 2. Pablo I, rey de los helenos \| \| \| \| \| \| \| \| \| \| \| \| \| \| \| \| \| \| \| \| \| \| \| \| \| \| \| \| \| \| \| \| \| \| \| \| \| \| \| \| \| \| \| \| \| \| \| \| \| \| \| \| \| \| 20. Guillermo I, emperador alemán \| \| \| \| \| \| \| \| \| \| \| \| \| \| \| \| \| \| \| \| \| \| \| \| \| \| \| \| \| \| \| \| \| \| \| \| \| \| \| \| \| \| \| \| \| \| \| \| \| \| \| \| \| \| 10. Federico III, emperador alemán \| \| \| \| \| \| \| \| \| \| \| \| \| \| \| \| \| \| \| \| \| \| \| \| \| \| \| \| \| \| \| \| \| \| \| \| \| \| \| \| \| \| \| \| \| \| \| \| \| \| \| \| \| \| 21. Princesa Augusta de Sajonia-Weimar-Eisenach \| \| \| \| \| \| \| \| \| \| \| \| \| \| \| \| \| \| \| \| \| \| \| \| \| \| \| \| \| \| \| \| \| \| \| \| \| \| \| \| \| \| \| \| \| \| \| \| \| \| \| \| \| \| 5. Princesa Sofía de Prusia \| \| \| \| \| \| \| \| \| \| \| \| \| \| \| \| \| \| \| \| \| \| \| \| \| \| \| \| \| \| \| \| \| \| \| \| \| \| \| \| \| \| \| \| \| \| \| \| \| \| \| \| \| \| 22. Príncipe Alberto de Sajonia-Coburgo y Gotha \| \| \| \| \| \| \| \| \| \| \| \| \| \| \| \| \| \| \| \| \| \| \| \| \| \| \| \| \| \| \| \| \| \| \| \| \| \| \| \| \| \| \| \| \| \| \| \| \| \| \| \| \| \| 11. Victoria, princesa real \| \| \| \| \| \| \| \| \| \| \| \| \| \| \| \| \| \| \| \| \| \| \| \| \| \| \| \| \| \| \| \| \| \| \| \| \| \| \| \| \| \| \| \| \| \| \| \| \| \| \| \| \| \| 23. Victoria, reina del Reino Unido \| \| \| \| \| \| \| \| \| \| \| \| \| \| \| \| \| \| \| \| \| \| \| \| \| \| \| \| \| \| \| \| \| \| \| \| \| \| \| \| \| \| \| \| \| \| \| \| \| \| \| \| \| \| 1. Constantino II, rey de los helenos \| \| \| \| \| \| \| \| \| \| \| \| \| \| \| \| \| \| \| \| \| \| \| \| \| \| \| \| \| \| \| \| \| \| \| \| \| \| \| \| \| \| \| \| \| \| \| \| \| \| \| \| \| \| 24. Jorge V, rey de Hannover \| \| \| \| \| \| \| \| \| \| \| \| \| \| \| \| \| \| \| \| \| \| \| \| \| \| \| \| \| \| \| \| \| \| \| \| \| \| \| \| \| \| \| \| \| \| \| \| \| \| \| \| \| \| 12. Ernesto Augusto, príncipe heredero de Hannover \| \| \| \| \| \| \| \| \| \| \| \| \| \| \| \| \| \| \| \| \| \| \| \| \| \| \| \| \| \| \| \| \| \| \| \| \| \| \| \| \| \| \| \| \| \| \| \| \| \| \| \| \| \| 25. Princesa María de Sajonia-Altemburgo \| \| \| \| \| \| \| \| \| \| \| \| \| \| \| \| \| \| \| \| \| \| \| \| \| \| \| \| \| \| \| \| \| \| \| \| \| \| \| \| \| \| \| \| \| \| \| \| \| \| \| \| \| \| 6. Ernesto Augusto, duque de Brunswick \| \| \| \| \| \| \| \| \| \| \| \| \| \| \| \| \| \| \| \| \| \| \| \| \| \| \| \| \| \| \| \| \| \| \| \| \| \| \| \| \| \| \| \| \| \| \| \| \| \| \| \| \| \| 26. Cristián IX, rey de Dinamarca (= 16) \| \| \| \| \| \| \| \| \| \| \| \| \| \| \| \| \| \| \| \| \| \| \| \| \| \| \| \| \| \| \| \| \| \| \| \| \| \| \| \| \| \| \| \| \| \| \| \| \| \| \| \| \| \| 13. Princesa Thyra de Dinamarca \| \| \| \| \| \| \| \| \| \| \| \| \| \| \| \| \| \| \| \| \| \| \| \| \| \| \| \| \| \| \| \| \| \| \| \| \| \| \| \| \| \| \| \| \| \| \| \| \| \| \| \| \| \| 27. Princesa Luisa de Hesse-Kassel (= 17) \| \| \| \| \| \| \| \| \| \| \| \| \| \| \| \| \| \| \| \| \| \| \| \| \| \| \| \| \| \| \| \| \| \| \| \| \| \| \| \| \| \| \| \| \| \| \| \| \| \| \| \| \| \| 3. Princesa Federica de Hannover \| \| \| \| \| \| \| \| \| \| \| \| \| \| \| \| \| \| \| \| \| \| \| \| \| \| \| \| \| \| \| \| \| \| \| \| \| \| \| \| \| \| \| \| \| \| \| \| \| \| \| \| \| \| 28. Federico III, emperador alemán (= 10) \| \| \| \| \| \| \| \| \| \| \| \| \| \| \| \| \| \| \| \| \| \| \| \| \| \| \| \| \| \| \| \| \| \| \| \| \| \| \| \| \| \| \| \| \| \| \| \| \| \| \| \| \| \| 14. Guillermo II, emperador alemán \| \| \| \| \| \| \| \| \| \| \| \| \| \| \| \| \| \| \| \| \| \| \| \| \| \| \| \| \| \| \| \| \| \| \| \| \| \| \| \| \| \| \| \| \| \| \| \| \| \| \| \| \| \| 29. Victoria, princesa real (= 11) \| \| \| \| \| \| \| \| \| \| \| \| \| \| \| \| \| \| \| \| \| \| \| \| \| \| \| \| \| \| \| \| \| \| \| \| \| \| \| \| \| \| \| \| \| \| \| \| \| \| \| \| \| \| 7. Princesa Victoria Luisa de Prusia \| \| \| \| \| \| \| \| \| \| \| \| \| \| \| \| \| \| \| \| \| \| \| \| \| \| \| \| \| \| \| \| \| \| \| \| \| \| \| \| \| \| \| \| \| \| \| \| \| \| \| \| \| \| 30. Federico VIII, duque de Schleswig-Holstein \| \| \| \| \| \| \| \| \| \| \| \| \| \| \| \| \| \| \| \| \| \| \| \| \| \| \| \| \| \| \| \| \| \| \| \| \| \| \| \| \| \| \| \| \| \| \| \| \| \| \| \| \| \| 15. Princesa Augusta Victoria de Schleswig-Holstein-Sonderburg-Augustenburg \| \| \| \| \| \| \| \| \| \| \| \| \| \| \| \| \| \| \| \| \| \| \| \| \| \| \| \| \| \| \| \| \| \| \| \| \| \| \| \| \| \| \| \| \| \| \| \| \| \| \| \| \| \| 31. Princesa Adelaida de Hohenlohe-Langenburg \| \| \| \| \| \| \| \| \| \| \| \| \| \| \| \| \| \| \| \| \| \| \| \| \| \| \| \| \| \| \| \| \| \| \| \| \| \| \| \| \| \| \| \| \| \| \| \| \| \| \| \| |                                                                             |  |  |  |  |  |  |  |  |  |  |  |  |  |  |  |
| |                                                                             |  |  |  |  |  |  |  |  |  |  |  |  |  |  |  |
| | 16. Cristián IX, rey de Dinamarca                                           |  |  |  |  |  |  |  |  |  |  |  |  |  |  |  |
| |                                                                             |  |  |  |  |  |  |  |  |  |  |  |  |  |  |  |
| |                                                                             |  |  |  |  |  |  |  |  |  |  |  |  |  |  |  |
| | 8. Jorge I, rey de los helenos                                              |  |  |  |  |  |  |  |  |  |  |  |  |  |  |  |
| |                                                                             |  |  |  |  |  |  |  |  |  |  |  |  |  |  |  |
| |                                                                             |  |  |  |  |  |  |  |  |  |  |  |  |  |  |  |
| | 17. Princesa Luisa de Hesse-Kassel                                          |  |  |  |  |  |  |  |  |  |  |  |  |  |  |  |
| |                                                                             |  |  |  |  |  |  |  |  |  |  |  |  |  |  |  |
| |                                                                             |  |  |  |  |  |  |  |  |  |  |  |  |  |  |  |
| | 4. Constantino I, rey de los helenos                                        |  |  |  |  |  |  |  |  |  |  |  |  |  |  |  |
| |                                                                             |  |  |  |  |  |  |  |  |  |  |  |  |  |  |  |
| |                                                                             |  |  |  |  |  |  |  |  |  |  |  |  |  |  |  |
| | 18. Gran duque Constantino Nikoláyevich de Rusia                            |  |  |  |  |  |  |  |  |  |  |  |  |  |  |  |
| |                                                                             |  |  |  |  |  |  |  |  |  |  |  |  |  |  |  |
| |                                                                             |  |  |  |  |  |  |  |  |  |  |  |  |  |  |  |
| | 9. Gran duquesa Olga Constantínovna de Rusia                                |  |  |  |  |  |  |  |  |  |  |  |  |  |  |  |
| |                                                                             |  |  |  |  |  |  |  |  |  |  |  |  |  |  |  |
| |                                                                             |  |  |  |  |  |  |  |  |  |  |  |  |  |  |  |
| | 19. Princesa Alejandra de Sajonia-Altemburgo                                |  |  |  |  |  |  |  |  |  |  |  |  |  |  |  |
| |                                                                             |  |  |  |  |  |  |  |  |  |  |  |  |  |  |  |
| |                                                                             |  |  |  |  |  |  |  |  |  |  |  |  |  |  |  |
| | 2. Pablo I, rey de los helenos                                              |  |  |  |  |  |  |  |  |  |  |  |  |  |  |  |
| |                                                                             |  |  |  |  |  |  |  |  |  |  |  |  |  |  |  |
| |                                                                             |  |  |  |  |  |  |  |  |  |  |  |  |  |  |  |
| | 20. Guillermo I, emperador alemán                                           |  |  |  |  |  |  |  |  |  |  |  |  |  |  |  |
| |                                                                             |  |  |  |  |  |  |  |  |  |  |  |  |  |  |  |
| |                                                                             |  |  |  |  |  |  |  |  |  |  |  |  |  |  |  |
| | 10. Federico III, emperador alemán                                          |  |  |  |  |  |  |  |  |  |  |  |  |  |  |  |
| |                                                                             |  |  |  |  |  |  |  |  |  |  |  |  |  |  |  |
| |                                                                             |  |  |  |  |  |  |  |  |  |  |  |  |  |  |  |
| | 21. Princesa Augusta de Sajonia-Weimar-Eisenach                             |  |  |  |  |  |  |  |  |  |  |  |  |  |  |  |
| |                                                                             |  |  |  |  |  |  |  |  |  |  |  |  |  |  |  |
| |                                                                             |  |  |  |  |  |  |  |  |  |  |  |  |  |  |  |
| | 5. Princesa Sofía de Prusia                                                 |  |  |  |  |  |  |  |  |  |  |  |  |  |  |  |
| |                                                                             |  |  |  |  |  |  |  |  |  |  |  |  |  |  |  |
| |                                                                             |  |  |  |  |  |  |  |  |  |  |  |  |  |  |  |
| | 22. Príncipe Alberto de Sajonia-Coburgo y Gotha                             |  |  |  |  |  |  |  |  |  |  |  |  |  |  |  |
| |                                                                             |  |  |  |  |  |  |  |  |  |  |  |  |  |  |  |
| |                                                                             |  |  |  |  |  |  |  |  |  |  |  |  |  |  |  |
| | 11. Victoria, princesa real                                                 |  |  |  |  |  |  |  |  |  |  |  |  |  |  |  |
| |                                                                             |  |  |  |  |  |  |  |  |  |  |  |  |  |  |  |
| |                                                                             |  |  |  |  |  |  |  |  |  |  |  |  |  |  |  |
| | 23. Victoria, reina del Reino Unido                                         |  |  |  |  |  |  |  |  |  |  |  |  |  |  |  |
| |                                                                             |  |  |  |  |  |  |  |  |  |  |  |  |  |  |  |
| |                                                                             |  |  |  |  |  |  |  |  |  |  |  |  |  |  |  |
| | 1. Constantino II, rey de los helenos                                       |  |  |  |  |  |  |  |  |  |  |  |  |  |  |  |
| |                                                                             |  |  |  |  |  |  |  |  |  |  |  |  |  |  |  |
| |                                                                             |  |  |  |  |  |  |  |  |  |  |  |  |  |  |  |
| | 24. Jorge V, rey de Hannover                                                |  |  |  |  |  |  |  |  |  |  |  |  |  |  |  |
| |                                                                             |  |  |  |  |  |  |  |  |  |  |  |  |  |  |  |
| |                                                                             |  |  |  |  |  |  |  |  |  |  |  |  |  |  |  |
| | 12. Ernesto Augusto, príncipe heredero de Hannover                          |  |  |  |  |  |  |  |  |  |  |  |  |  |  |  |
| |                                                                             |  |  |  |  |  |  |  |  |  |  |  |  |  |  |  |
| |                                                                             |  |  |  |  |  |  |  |  |  |  |  |  |  |  |  |
| | 25. Princesa María de Sajonia-Altemburgo                                    |  |  |  |  |  |  |  |  |  |  |  |  |  |  |  |
| |                                                                             |  |  |  |  |  |  |  |  |  |  |  |  |  |  |  |
| |                                                                             |  |  |  |  |  |  |  |  |  |  |  |  |  |  |  |
| | 6. Ernesto Augusto, duque de Brunswick                                      |  |  |  |  |  |  |  |  |  |  |  |  |  |  |  |
| |                                                                             |  |  |  |  |  |  |  |  |  |  |  |  |  |  |  |
| |                                                                             |  |  |  |  |  |  |  |  |  |  |  |  |  |  |  |
| | 26. Cristián IX, rey de Dinamarca (= 16)                                    |  |  |  |  |  |  |  |  |  |  |  |  |  |  |  |
| |                                                                             |  |  |  |  |  |  |  |  |  |  |  |  |  |  |  |
| |                                                                             |  |  |  |  |  |  |  |  |  |  |  |  |  |  |  |
| | 13. Princesa Thyra de Dinamarca                                             |  |  |  |  |  |  |  |  |  |  |  |  |  |  |  |
| |                                                                             |  |  |  |  |  |  |  |  |  |  |  |  |  |  |  |
| |                                                                             |  |  |  |  |  |  |  |  |  |  |  |  |  |  |  |
| | 27. Princesa Luisa de Hesse-Kassel (= 17)                                   |  |  |  |  |  |  |  |  |  |  |  |  |  |  |  |
| |                                                                             |  |  |  |  |  |  |  |  |  |  |  |  |  |  |  |
| |                                                                             |  |  |  |  |  |  |  |  |  |  |  |  |  |  |  |
| | 3. Princesa Federica de Hannover                                            |  |  |  |  |  |  |  |  |  |  |  |  |  |  |  |
| |                                                                             |  |  |  |  |  |  |  |  |  |  |  |  |  |  |  |
| |                                                                             |  |  |  |  |  |  |  |  |  |  |  |  |  |  |  |
| | 28. Federico III, emperador alemán (= 10)                                   |  |  |  |  |  |  |  |  |  |  |  |  |  |  |  |
| |                                                                             |  |  |  |  |  |  |  |  |  |  |  |  |  |  |  |
| |                                                                             |  |  |  |  |  |  |  |  |  |  |  |  |  |  |  |
| | 14. Guillermo II, emperador alemán                                          |  |  |  |  |  |  |  |  |  |  |  |  |  |  |  |
| |                                                                             |  |  |  |  |  |  |  |  |  |  |  |  |  |  |  |
| |                                                                             |  |  |  |  |  |  |  |  |  |  |  |  |  |  |  |
| | 29. Victoria, princesa real (= 11)                                          |  |  |  |  |  |  |  |  |  |  |  |  |  |  |  |
| |                                                                             |  |  |  |  |  |  |  |  |  |  |  |  |  |  |  |
| |                                                                             |  |  |  |  |  |  |  |  |  |  |  |  |  |  |  |
| | 7. Princesa Victoria Luisa de Prusia                                        |  |  |  |  |  |  |  |  |  |  |  |  |  |  |  |
| |                                                                             |  |  |  |  |  |  |  |  |  |  |  |  |  |  |  |
| |                                                                             |  |  |  |  |  |  |  |  |  |  |  |  |  |  |  |
| | 30. Federico VIII, duque de Schleswig-Holstein                              |  |  |  |  |  |  |  |  |  |  |  |  |  |  |  |
| |                                                                             |  |  |  |  |  |  |  |  |  |  |  |  |  |  |  |
| |                                                                             |  |  |  |  |  |  |  |  |  |  |  |  |  |  |  |
| | 15. Princesa Augusta Victoria de Schleswig-Holstein-Sonderburg-Augustenburg |  |  |  |  |  |  |  |  |  |  |  |  |  |  |  |
| |                                                                             |  |  |  |  |  |  |  |  |  |  |  |  |  |  |  |
| |                                                                             |  |  |  |  |  |  |  |  |  |  |  |  |  |  |  |
| | 31. Princesa Adelaida de Hohenlohe-Langenburg                               |  |  |  |  |  |  |  |  |  |  |  |  |  |  |  |
| |                                                                             |  |  |  |  |  |  |  |  |  |  |  |  |  |  |  |
| |                                                                             |  |  |  |  |  |  |  |  |  |  |  |  |  |  |  |

| Predecesor: Pablo I | Rey de los helenos 1964-1973 (exiliado desde 1967) | Sucesor: Georgios Zoitakis (Regente de 1967 a 1972) Geórgios Papadópoulos (Presidente de Grecia) |